# 恒春県
恒春県（こうしゅんけん）は1945年3月に重慶国民政府が策定した台湾接管計画綱要地方政制の中で定められた台湾の行政区画（三級県）の一つ。

## 沿革
台湾南部に位置した恒春県は日本統治時代の恒春郡を改編したものである。1945年10月、台湾での軍政の責任者であった陳儀は台湾接管計画綱要地方政制の実施は現状にそぐわないとし一部の改編措置を見送った際、恒春県の設置のも先送りにされた。
1950年に国共内戦に敗れた国民政府が遷台した際、台湾接管計画綱要地方政制は廃止され、それと同時に恒春県設置の法的根拠も喪失し、実際に使用されることなく計画のまま消滅した。